# 大滝精一
大滝 精一（おおたき せいいち、1952年9月8日 - ）は、日本の経営学者。東北大学名誉教授。東北大学経済学部長、大学院大学至善館副学長、内閣府個人情報保護委員会委員、日本放送協会経営委員、ユアテック監査役、七十七銀行取締役等を歴任。日本新事業創出大賞最優秀賞・経済産業大臣賞受賞。

## 経歴
長野県岡谷市生まれ。1971年長野県諏訪清陵高等学校卒業。1975年東北大学経済学部経営学科卒業。1977年東北大学大学院経済学研究科博士前期課程修了、経済学修士。1980年東北大学大学院経済学研究科博士後期課程単位取得満期退学、専修大学経営学部専任講師。1983年専修大学経営学部助教授。1987年東北大学経済学部助教授。1992年東北大学経済学部教授。1999年東北大学大学院経済学研究科教授。2011年東北大学大学院経済学研究科長・経済学部長。
2016年公益財団法人日本ニュービジネス協議会連合会第11回日本新事業創出大賞最優秀賞・経済産業大臣賞（支援部門）受賞。同年株式会社ユアテック監査役、内閣府個人情報保護委員会委員。2018年学校法人至善館理事、大学院大学至善館副学長。2020年七十七銀行取締役。日本ベンチャー学会理事、組織学会評議員、せんだい・みやぎNPOセンター代表理事、公益財団法人地域創造基金さなぶり理事長、日本放送協会経営委員等も歴任した。指導学生に福嶋路東北大学大学院経済学研究科教授など。

## 著作
- 『生活大国とうほく : 東北の建設産業の明日を考える』（編著）東北の建設産業の明日を考える会 1996年
- 『経営戦略 : 論理性・創造性・社会性の追求』（金井一頼, 山田英夫, 岩田智と共著）有斐閣 1997年
- 『自治体経営革命 : 地方から考える市民の責任・首長の使命』（監修）メタモル出版 2003年